# Universität Rennes 2
Die Universität Rennes 2 (französisch: Université de Haute Bretagne Rennes 2) ist eine von zwei staatlichen Universitäten der französischen Stadt Rennes im Département Ille-et-Vilaine. An ihr studieren ca. 20.700 Studierende. Präsident der Universität ist seit 2023 Vincent Gouëset.

## Geschichte
Die Vorgeschichte der Universität Rennes 2 geht zurück bis ins Jahr 1461, als Franz II., Herzog der Bretagne eine Universität in Nantes gründete. Später zog diese Hochschule in Teilen nach Rennes um. Aufgrund der Hochschulreform 1968 wurde diese Universität in die Universitäten Rennes 1 und Rennes 2 aufgeteilt. Seit längerer Zeit existieren Planungen, diese beiden Hochschulen wieder zu fusionieren.

## Einrichtungen
Die Universität ist geisteswissenschaftlich ausgerichtet und gliedert sich in fünf Lehr- und Forschungseinheiten (französisch Unités de Recherche et de Formation – kurz UFR) mit teils mehreren Unterabteilungen:
- Sport
- Kunst, Literatur, Kommunikation
- Sprachen
- Humanwissenschaften
- Sozialwissenschaften.

Die Universität besitzt auch ein Fernlehrzentrum.

## Bedeutende Lehrende und Gastprofessoren
- Jean Alaux (* 1954)
- Jean Brihault, Präsident der Europäischen Handballföderation 2012–2016
- Jacques Bompaire (1924–2009)
- Jean Delumeau (1923–2020)
- Milan Kundera (1929–2023)
- Robert Merle (1908–2004)
- Mário Soares (1927–2017) während seines Exils 1971–1973

## Alumni
- Christophe Honoré (* 1970), Filmregisseur